# Свиридов, Дмитрий Вадимович
Свири́дов Дми́трий Вади́мович (бел. Свірыдаў Дзмітрый Вадзімавіч, род. 23 апреля 1960, Минск) — физикохимик, бывший декан химического факультета Белорусского государственного университета (с 2011 по 2024 год), заведующий кафедрой неорганической химии. Кандидат химических наук (1987), доктор химических наук (1999), профессор (2003), член-корреспондент Национальной академии наук Беларуси (2014).

## Биография
Родился 23 апреля 1960 года в Минске. В 1982 г. с отличием окончил химический факультет БГУ. С 1982 г. работал инженером лаборатории химии тонких плёнок и фототехнологии НИИ физико-химических проблем. С 1985 г. работал младшим научным сотрудником НИИ физико-химических проблем. В 1986 году поступил в аспирантуру химического факультета БГУ. В 1987 г. защитил кандидатскую диссертацию по специальности «физическая химия» на тему «Фотоиндуцированные процессы на поверхности триоксида вольфрама и их спектральная сенсибилизация» (научный руководитель — проф. А. И. Кулак). С 1988 г. является научным сотрудником НИИ физико-химических проблем, с 1991 г. — старший научный сотрудник. С 1996 г. обучался в докторантуре при кафедре радиационной химии и химической технологии химического факультета БГУ. С 1998 г. работал доцентом кафедры аналитической химии (по совместительству). В 1999 г. защитил докторскую диссертацию по специальности «физическая химия» на тему «Фотоиндуцированный перенос заряда в микрогетерогенных системах на основе полупроводников и молекулярно-организованных структур». С 2000 г. является ведущим научным сотрудником НИИ физико-химических проблем. С 2001 г. работает главным научным сотрудником НИИ физико-химических проблем и профессором кафедры аналитической химии (по совместительству). С 2002 г. — профессор кафедры неорганической химии. В 2003 г. присвоено звание профессора по специальности «Химия». С 2009 г. — заведующий кафедрой неорганической химии. С 2011 по 2023 годы являлся деканом химического факультета БГУ. С 2014 года — член-корреспондент Национальной академии наук Беларуси.

## Научная деятельность
Основные научные интересы Свиридова Дмитрия Вадимовича связаны с химией наноструктурированных и молекулярно-организованных систем; прикладным фотокатализатором, прикладной фотохимией, электрокатализатором. В последние годы в рамках соответствующих циклов работ под его руководством были впервые исследованы закономерности фотокаталитического поведения квантово-размерных молекулярных нанокристаллов, установлены основные механизмы структурирования углеродных нанофаз, образующихся при ионном облучении полимеров, созданы новые практически перспективные фотокатализаторы и фотоуправляемые функциональные покрытия и микродозаторы с фотоадресацией, предложены хемотронные системы на основе электропроводящих полимеров (в том числе и в комбинации с полиэлектролитными микрокапсулами), разработаны основы метода фотокаталитической литографии микронного и субмикронного разрешения. Наряду с указанными направлениями в настоящее время ведёт исследования в области синтеза нанокомпозитов, мезоструктурных оксидных материалов, а также синтетической сонохимии. Подготовил 4 кандидатов химических наук.

### Другие виды деятельности
- Председатель Совета по защите диссертаций Д 02.01.09 при БГУ
- Член Совета по защите диссертаций Д 01.20.01 при ИОНХ НАН Беларуси
- Председатель секции химии научно-методического Совета при Министерстве образования РБ.
- Член учёного Совета НИИ ФХП

### Международное сотрудничество
- Max-PlankInstituteforColloidsandinterfaces (Потсдам, Германия) в области создания фото- и химически-управляемых нано- и микрокапсул
- University of Bayreuth (Германия) в области сонохимического синтеза мезоструктур
- Институт химической физики им. Н. Н. Семенова в области гетерогенного катализа
- Львовский национальный технологический университет

## Награды и премии
- Стипендия Президента Республики Беларусь для молодых учёных(2001)
- Премия А. Н. Севченко БГУ(2008)
- Персональная надбавка Президента Республики Беларусь за выдающийся вклад в развитие высшего образования(2009)
- Почётная грамота Администрации Президента Республики Беларусь(2011)
- Медаль «Памяти академика Н.М.Эмануэля» Международного благотворительного фонда «Научное партнерство» Российской академии наук и Московского государственного университета им. М.В. Ломоносова (2016)[2]